# Kyla Pratt
Kyla Alissa Pratt (ur. 16 września 1986 r. w Los Angeles, USA) – amerykańska aktorka i piosenkarka.

## Filmografia
- 2009 – Dr Dolittle 5... Maya Dolittle
- 2009 – Hotel dla psów... Heather
- 2008 – Dr Dolittle i pies prezydenta... Maya Dolittle
- 2007 – Hell on Earth... Keri Diamond
- 2006 – Dr Dolittle 3... Maya Dolittle
- 2004 – Gruby Albert... Doris Roberts
- 2003 – Maniac Magee... Amanda Beale
- 2001 – Dr Dolittle 2... Maya Dolittle
- 2000 – Miłość i koszykówka... młoda Monica
- 1998 – Dr Dolittle... Maya Dolittle
- 1998 – Między cudem a życiem... młoda Helen
- 1998 – Wielka Przygoda Barneya... Marcella Walker
- 1995 – Moja Antonia... Yulka Cuzak
- 1995 – Koleżanki... Becca Ramsey
- 1993 – Ostateczna sprawiedliwość... Christine